# Klaus Madzia
Klaus Madzia (* 1966) ist ein deutscher Journalist.

## Leben
Nach dem Studium in Deutschland und USA absolvierte er die Henri-Nannen-Schule in Hamburg. Im Anschluss daran arbeitete er als Redakteur beim Nachrichtenmagazin Der Spiegel und Redaktionsleiter Spiegel Online. Von 1999 bis 2003 arbeitet er in der Verlagsgruppe Milchstrasse, gründete in dieser Zeit das wöchentliche Wirtschaftsmagazin Net-Business, das 2001 eingestellt wurde. Es folgten Station beim Axel Springer Verlag und Condé-Nast-Verlag, jeweils als Chefredakteur für Neuentwicklungen.

## Diverse Gründungen
Von 2004 bis 2007 arbeitete Klaus Madzia in der Verlagsgruppe Georg von Holtzbrinck und gründete dort die Tageszeitungen News Frankfurt und BusinessNews, die er auch als Chefredakteur führte. In dieser Zeit war Madzia für das Unternehmen auch Chefredakteur einer Entwicklungsgruppe, die zusammen mit RTL Television und dem norwegischen Verlag Schibsted eine Gratis-Tageszeitung in Deutschland etablieren wollte. Diese Pläne scheiterten an der starken Konkurrenzsituation durch den Axel Springer Verlag und die deutschen regionalen Tageszeitungsverleger. Danach trat er als Gründer des Online-Zukunftsportals Next247 in Erscheinung.
Im August 2016 heuerte Madzia als Editorial Director zu C3 Creative Code and Content, an, verließ das Haus aber ein knappes Jahr danach Richtung FischerAppelt, um dann – für die Branche überraschend – seinen Einstieg bei Ströer zu verkünden, wo er als „Head of Giga.De / Technology & Entertainment“ arbeitet.